# Ananthura pteropoda
 Ananthura pteropoda   (Oliv. & Hiern) H.Rob. & Skvarla, 2011 è una pianta angiosperma dicotiledone della famiglia delle Asteraceae. Ananthura pteropoda  è anche l'unica specie del genere Ananthura  H.Rob. & Skvarla, 2011.

## Etimologia
Il nome della specie (Ananthura pteropoda) deriva dai particolari piccioli delle foglie, lunghi e alati.
Il nome scientifico della specie è stato definito per la prima volta dai botanici Daniel Oliver (1830-1916), William Philip Hiern (1839-1925), Harold Ernest Robinson (1932-2020) e John Jerome Skvarla (1935-2014) nella pubblicazione " Novon; a Journal for Botanical Nomenclature. St. Louis, MO" ( Novon 21(2): 254 ) del 2011 . Il nome scientifico del genere è stato definito per la prima volta dai botanici Harold Ernest Robinson (1932-2020) e John Jerome Skvarla (1935-2014) nella pubblicazione " Novon; a Journal for Botanical Nomenclature. St. Louis, MO" ( Novon 21(2): 253 ) del 2011.

## Descrizione
Le piante di questa voce hanno un habitus erbaceo o debolmente arbustivo. Altezza massima 0,9 - 2,5 metri. Gli steli sono affusolati e striati. Sulla superficie di queste piante sono presenti peli multicellulari uniseriati e peli asimmetrici a forma di "T".
Le foglie sono disposte in modo alterno e sono subpicciolate (i piccioli sono alati fino al fusto e quindi le foglie sono considerate anche sessili). La lamina in genere è intera con forme variabili da ovate (oblanceolata) a ellittiche con base attenuata nel picciolo e apici lungamente acuti. La consistenza è membranosa. Le venature normalmente sono pennate e ricoperte da punti ghiandolosi. I margini sono irregolari o dentati. La superficie di entrambe le facce è pubescente. Dimensione delle foglie: larghezza 1,8 - 8,5 cm; lunghezza delle foglie 7,5 – 25 cm.
L'infiorescenza, terminali o alle ascelle delle foglie superiori, è formata da capolini peduncolati (i peduncoli sono filiformi) in formazioni corimbose sottese da brattee filiformi. La struttura dei capolini è quella tipica delle Asteraceae: un peduncolo sorregge un involucro con forme cilindriche composto da diverse brattee disposte su 4 - 5 serie embricate e scalate che fanno da protezione al ricettacolo sul quale s'inseriscono i fiori di tipo tubuloso. Le brattee dell'involucro, persistenti fino alla fruttificazione o decidue (quelle più interne), hanno delle forme più o meno da ovate a oblunghe con apici scariosi arrotondati o smussati. Il ricettacolo alveolato è privo di pagliette (ricettacolo nudo). Lunghezza dei peduncoli: 1 – 15 mm. Dimensione dell'involucro: ampiezza 5 – 6 mm; altezza 6 – 11 mm. Altezza delle brattee: 8 mm.
I fiori, 15 per capolino, sono tetra-ciclici (ossia sono presenti 4 verticilli: calice – corolla – androceo – gineceo) e pentameri (ogni verticillo ha in genere 5 elementi). I fiori sono inoltre ermafroditi e actinomorfi (raramente possono essere zigomorfi).
- Formula fiorale:

*/x K {\displaystyle \infty }, [C (5), A (5)], G 2 (infero), achenio
- Calice: i sepali del calice sono ridotti ad una coroncina di squame.
- Corolla: la corolla, formata da uno stretto tubo imbutiforme terminanti in 5 stretti lobi riflessi, è glabra. Il colore è biancastro con tinte color malva. Lunghezza della corolla: 9 mm (tubo di 4 mm; gola di 2 mm; lobi di 3 mm).
- Androceo: gli stami sono 5 con filamenti liberi e distinti, mentre le antere sono saldate in un manicotto (o tubo) circondante lo stilo.[13] Le antere, prive di ghiandole, sono calcarate (speronate) ma prive di coda. Le appendici delle antere, oblunghe-ovate, hanno una consistenza soda e sono glabre. Il polline è di tipo tricolporato, ossia con tre aperture sia a fessura che a poro; può essere inoltre echinato (con punte)[14]; è anche "lophato". Lunghezza delle teche: 2 mm.
- Gineceo: lo stilo è filiforme con alla base un anello. Gli stigmi dello stilo sono due lunghi e divergenti; sono sottili, snelli, pelosi e con apice acuto. L'ovario è infero uniloculare formato da 2 carpelli. Gli stigmi hanno la superficie stigmatica interna (vicino alla base).[15]

I frutti sono degli acheni con pappo. Gli acheni, con forma prismatica, hanno 8 coste con superficie ispida o sericea. All'interno si può trovare del tessuto di tipo idioblasto e rafidi di tipo subquadrato da corti a moderatamente allungati; non è presente il tessuto tipo fitomelanina. Il pappo interno è formato da setole capillari, snelle, fragili e minutamente barbate (lunghe 5 mm); quello esterno è formato da una riga di denti ravvicinati, minuti e persistenti (lunghi 0,2 mm). Dimensione degli acheni: 2,2 - 2,5 mm.

## Biologia
- Impollinazione: l'impollinazione avviene tramite insetti (impollinazione entomogama tramite farfalle diurne e notturne).
- Riproduzione: la fecondazione avviene fondamentalmente tramite l'impollinazione dei fiori (vedi sopra).
- Dispersione: i semi (gli acheni) cadendo a terra sono successivamente dispersi soprattutto da insetti tipo formiche (disseminazione mirmecoria). In questo tipo di piante avviene anche un altro tipo di dispersione: zoocoria. Infatti gli uncini delle brattee dell'involucro si agganciano ai peli degli animali di passaggio disperdendo così anche su lunghe distanze i semi della pianta.

## Distribuzione e habitat
La distribuzione delle piante di questa voce è relativa al Vecchio mondo: foreste sempreverdi con quote da 850 a 1.600 metri in Tanzania e quote da 1.950 a 2.600 metri in Kenya.

## Tassonomia
La famiglia di appartenenza di questa voce (Asteraceae o Compositae, nomen conservandum) probabilmente originaria del Sud America, è la più numerosa del mondo vegetale, comprende oltre 23.000 specie distribuite su 1.535 generi, oppure 22.750 specie e 1.530 generi secondo altre fonti (una delle checklist più aggiornata elenca fino a 1.679 generi). La famiglia attualmente (2021) è divisa in 16 sottofamiglie.

### Filogenesi
Le specie di questo gruppo appartengono alla sottotribù Gymnantheminae descritta all'interno della tribù Vernonieae Cass. della sottofamiglia Vernonioideae Lindl.. Questa classificazione è stata ottenuta ultimamente con le analisi del DNA delle varie specie del gruppo. Da un punto di vista filogenetico in base alle ultime analisi sul DNA la tribù Vernonieae è risultata divisa in due grandi cladi: Muovo Mondo e Vecchio Mondo. I generi della sottotribù Gymnantheminae appartengono al subclade relativo all'Africa tropicale comprese le Hawaii (l'altro subclade africano comprende soprattutto specie meridionali).
La sottotribù, e quindi i suoi generi, si distingue per i seguenti caratteri:
- l'habitus è soprattutto arbustivo o arboreo;
- le brattee interne dell'involucro talvolta sono decidue;
- il polline non è di tipo triporato;
- le antere sono prive di ghiandole;
- le piante sono in prevalenza paleotropicali (avventizie in America).

In precedenza la tribù Vernonieae, e quindi la sottotribù (Gymnantheminae) di questo genere, era descritta all'interno della sottofamiglia Cichorioideae.

### Sinonimi
Sono elencati alcuni sinonimi per questa entità:
- Cacalia pteropoda Kuntze
- Vernonia pteropoda  Oliv. & Hiern
- Vernonia urophylla  Muschl.